# فلاديمير غندلين
فلاديمير غندلين (بالروسية: Владимир Ильич Гендлин؛ 26 مايو 1936 - 5 أبريل 2021) معلق روسي وخبير ملاكمة، فائز مرتين بجائزة تيفي. كان مؤسس برامج الملاكمة المحترفة على التلفزيون الروسي. اعتبر برنامج حلبة بولشوي لـ غندلين أفضل برنامج عن الملاكمة في العالم من قبل الاتحاد العالمي للملاكمة في عام 1995.
تمتع بمكانة مرموقة في المجلات الرائدة، ومجتمع الملاكمة في روسيا، ودول رابطة الدول المستقلة. قال عنه نيكولاي ماليشيف مدير البرامج الرياضية بالقناة الأولى الروسية: ... إنه فلاديمير جيندلين الذي سيعلق على مباراة كليتشكو ضد تشاجاييف: في الوقت الحالي هو أفضل متخصص ولا أرى أي منافسة له. هو معلق وخبير في نفس الوقت.

## الوفاة
توفي غيندلين في موسكو في 5 أبريل 2021. كان يعاني من مشاكل صحية خطيرة، ويعاني من نوبة قلبية حادة في مارس. أصيب بعد ذلك بـ كوفيد 19، مما أدى إلى ظهور مضاعفات في شكل التهاب رئوي.